# Isaac Leon Kandel
Isaac Leon Kandel, M.A., Ph.D. (n. 22 ianuarie 1881, Botoșani, România – d. 14 iunie 1965, Geneva, Geneva, Elveția) a fost un profesor american născut în România.
A studiat la Manchester, Anglia, Universitatea Columbia și Universitatea din Jena, (Germania). Timp de câțiva ani, a predat la școli din Irlanda, apoi a devenit savant și profesor la Columbia (1908–10).
În 1914, profesorul Kandel a devenit specialist al Carnegie Foundation for the Advancement of Teaching. A fost colaborator la mai multe enciclopedii și autor al mai multor cărți.
Este considerat fondatorul educației comparate în Statele Unite.